# Kordon (Grenzanlage)

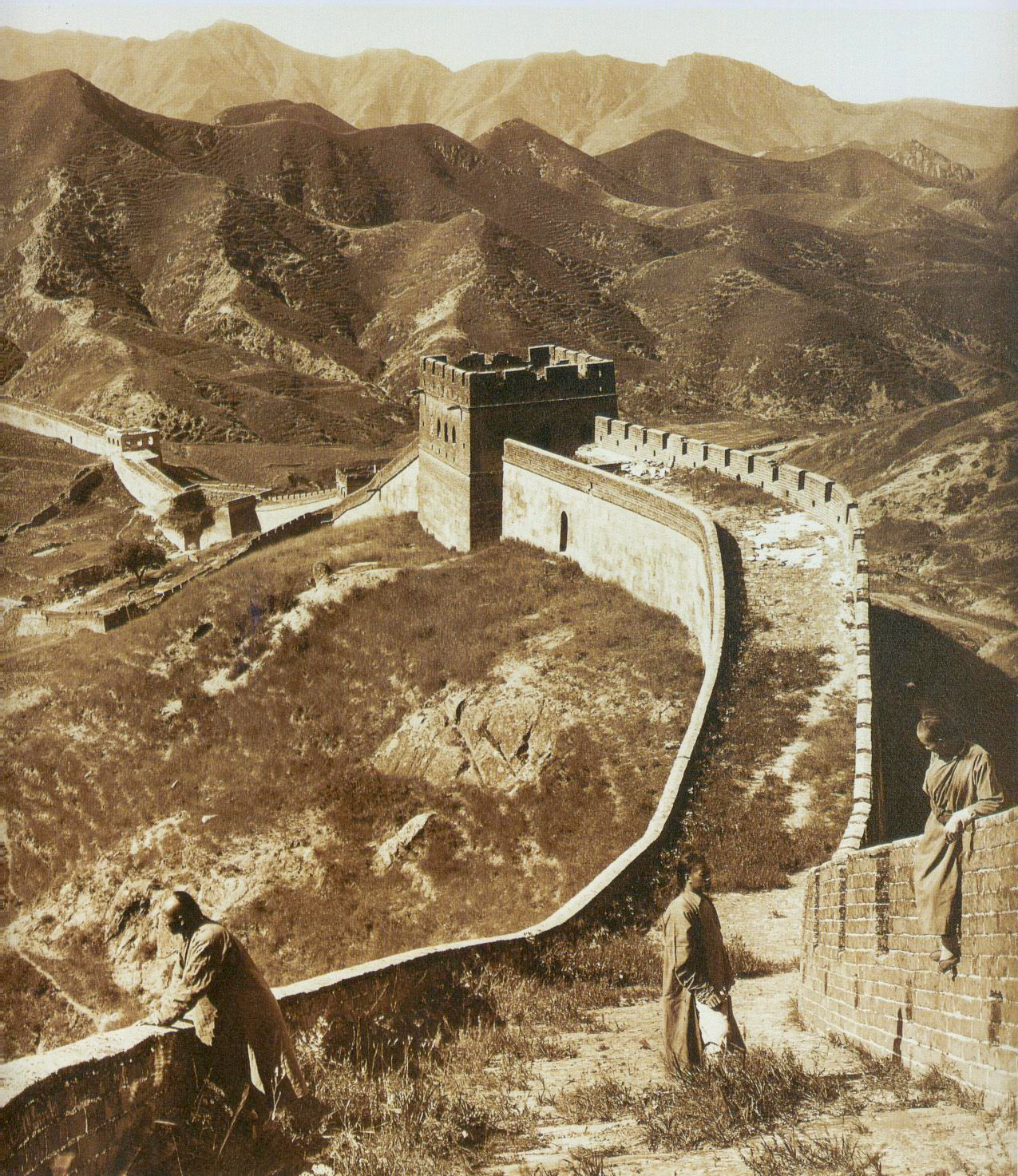
Die chinesische Mauer, der längste und besterhaltene historische Kordon der Welt

Kordon (auch Grenzbefestigung) bezeichnet hier die bauliche, technische oder landschaftliche Gestaltung einer Grenze oder eines Grenzhinterlandes. Das kann ein sich in die Länge erstreckendes System von Festungen oder Befestigungsanlagen (Mauern, Zäune, Wälle etc.) sein, das meistens entlang einer politischen Grenze eines Staatsterritoriums errichtet wird. Dies kann Schutz-, Verwahrungs- oder Verteidigungsfunktionen für die äußere Sicherheit oder auch nur symbolischen Wert besitzen. Zur Sicherung der Winterquartiere von militärischen Verbänden bzw. Truppenteilen wurden ebenfalls Kordonsysteme eingesetzt.

## Grundlagen
Die Bandbreite der Möglichkeiten ist groß und reicht von frühgeschichtlichen Bepflanzungen mit Sträuchern oder Hecken über Zäune, Mauern, Gräben und Wälle bis hin zu Großbauwerken auch mit Wasserhindernissen, Minengürteln oder modernen elektrisch oder elektronisch gesicherten Anlagen.
Das Wort stammt von franz. cordon „Schnur“ und bezeichnet allgemein eine Reihe unter sich in Verbindung stehender Militärposten oder eine Postenkette zur Grenzbewachung, zur Absperrung von Ortschaften und größeren Gebietsteilen bei Seuchen und Ähnlichem.
Teil einer Kordonbildung konnte es auch sein, im zu sichernden Raum gezielt bestimmte Bevölkerungsgruppen anzusiedeln, die im Fall eines Einmarsches oder einer Infiltration rasch Truppen gegen den eindringenden Feind stellen konnten. Diesen „Wehrsiedlern“ wurden oft Privilegien (z. B. Steuervorteile, Religionsfreiheit, Freistellung von sonstiger Heeresfolge, verbilligtes oder kostenloses Land) zur Sicherung und Erhöhung der Loyalität gewährt. Beispiele sind die österreichisch-ungarischen Grenzer, Teile der Kosaken oder die ersten israelischen Siedlungen, die zunächst bewusst entlang der Grenze zu Jordanien errichtet wurden.

## Geschichtliche Entwicklung

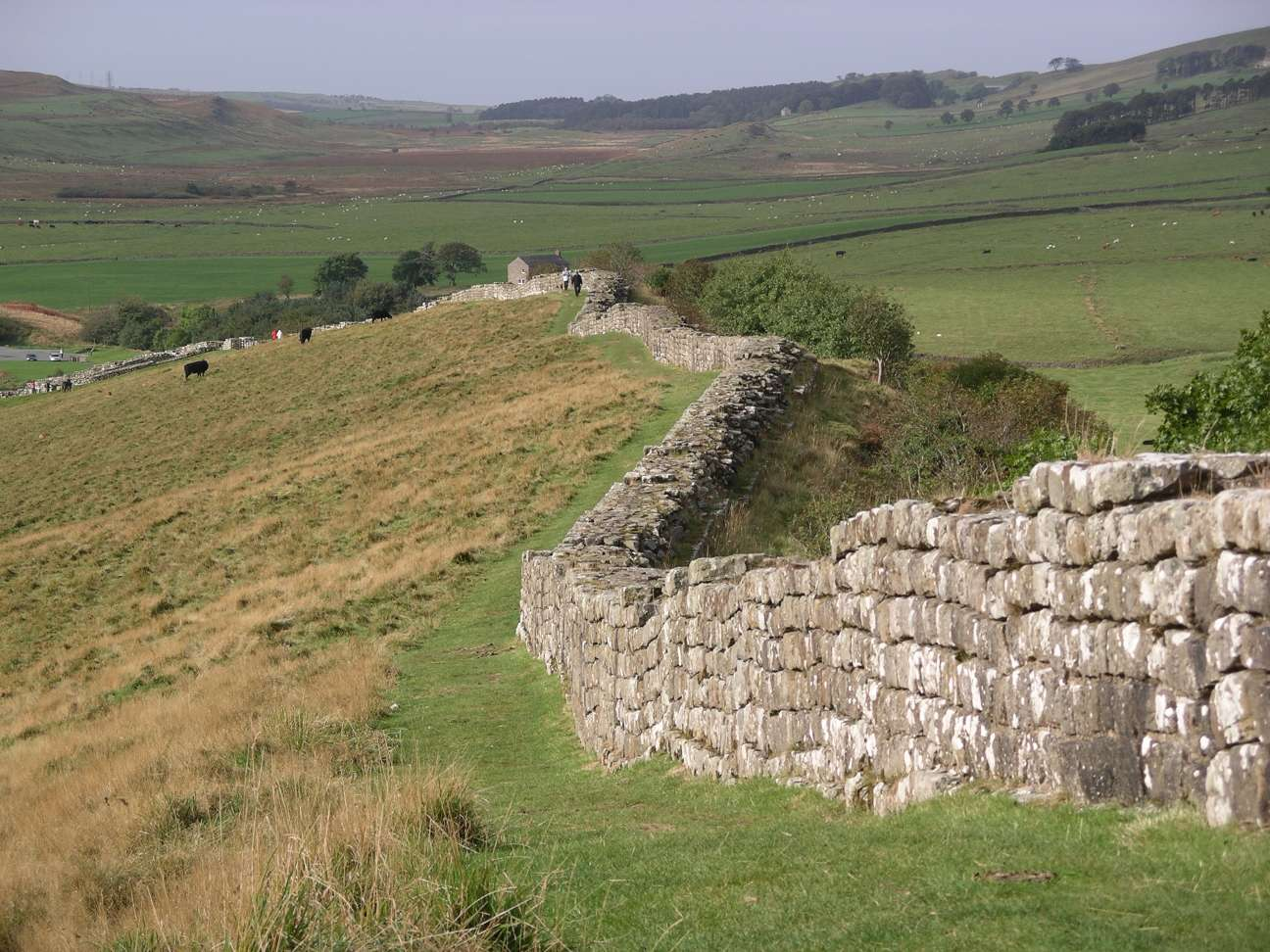
Der römische Hadrianswall in Nordengland aus dem 2. Jh.

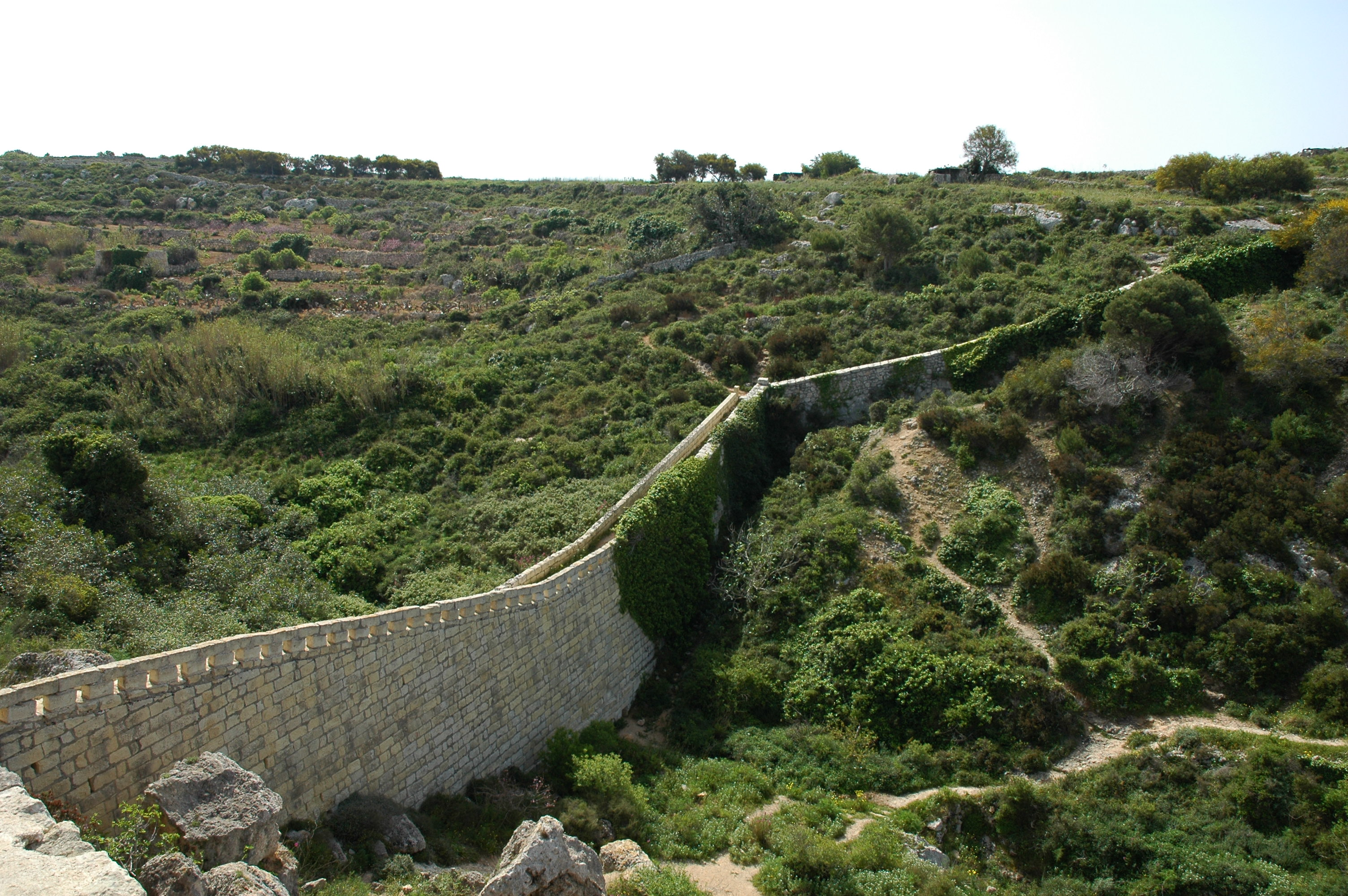
Victoria Lines auf Malta

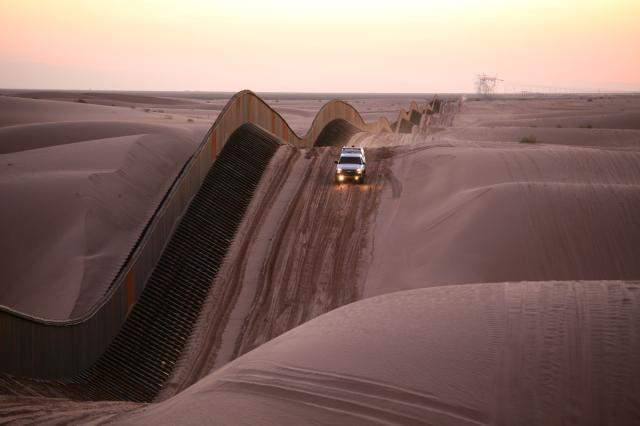
Spezial-Grenzzaun für Wüstengebiete, der an die sich verändernden Sanddünen angepasst werden kann.
Grenze zwischen den Vereinigten Staaten und Mexiko, Algodones-Dünen, Kalifornien

Schutzwälle gegen eindringende Feinde sind seit der Vorgeschichte bekannt. Beispiele sind die große Chinesische Mauer und der römische Limes. In Europa ist die Methode als Landwehr bis in die frühe Neuzeit verbreitet.
Durch die Ausbreitung in die Länge zieht diese Form der Befestigung eine Zersplitterung eventuell angreifender militärischer Kräfte nach sich, die oftmals in keinem Verhältnis zum geplanten bzw. zu erzielenden militärischen Nutzen steht. Der Kordon eignet sich daher eher zur Abschreckung eines potenziellen Aggressors.
Im 18. Jahrhundert wurden Kordons besonders vom österreichischen Generalfeldzeugmeister Franz Moritz Graf von Lacy im Bayerischen Erbfolgekrieg genutzt. Während sich die preußischen Festungen bereits im Feldzug von 1807 als weitgehend nutzlos gegen Napoleons mobile Kriegsführung erwiesen, konnte Wellington im Halbinselkrieg 1811 von den Linien von Torres Vedras effektiven Gebrauch machen und so Frankreich eine empfindliche Niederlage zufügen. Nach dem Ende der Kabinettskriege senkten aber die auf Wehrpflicht beruhenden Massenarmeen und eine zunehmend mobile Kriegsführung allgemein die Vorteile von Kordons, so dass man ab Mitte des 19. Jahrhunderts auf das Kordonsystem zunehmend verzichtete, zumal es bei einem Durchbruch Gelegenheit zum Aufrollen der Verteidigungslinie bot. Zudem senkte moderne Belagerungsartillerie mit Geschützrohren aus Stahl den Wert von Befestigungsmauern drastisch. Stattdessen sorgte man für eine genaue Beobachtung der zu schützenden Gebiete, sammelte die Truppen an zentralen Punkten und trat dem Gegner dann im Einsatzraum mit Übermacht entgegen.
Carl von Clausewitz schreibt in seinem Werk Vom Kriege:

„Der Name des Kordons wird jeder Verteidigungsanstalt gegeben, welche durch eine Reihe aneinanderhängender Posten einen ganzen Landstrich unmittelbar schützen will. Wir sagen unmittelbar, denn mehrere nebeneinander aufgestellte Korps eines großen Heeres könnten einen bedeutenden Landstrich vor dem feindlichen Eindringen schützen, ohne einen Kordon zu bilden; dann würde dieser Schutz aber nicht unmittelbar, sondern durch die Wirkung von Kombinationen und Bewegungen stattfinden.
Daß eine so lange Verteidigungslinie, wie die sein muß, die einen bedeutenden Landstrich unmittelbar decken soll, nur einen sehr geringen Grad der Widerstandsfähigkeit haben kann, springt in die Augen. Selbst bei den größten Truppenmassen würde dies der Fall sein, wenn ähnliche Truppenmassen dagegen wirkten. Die Absicht eines Kordons kann also nur sein, gegen einen schwachen Stoß zu schützen, sei es daß die Willenskraft schwach ist, oder die Streitkraft, mit der der Stoß erfolgen kann, klein.
In diesem Sinn ist die chinesische Mauer errichtet, ein Schutz gegen die Streifereien der Tataren. Diese Bedeutung haben alle Linien- und Grenzverteidigungsanstalten der mit Asien und der Türkei in Berührung stehenden europäischen Staaten. Bei dieser Anwendung hat ein Kordon weder etwas Widersinniges, noch erscheint er unzweckmäßig. Freilich wird dadurch nicht jede Streiferei abgehalten werden können; aber sie werden doch erschwert und folglich seltener, und bei Verhältnissen wie die mit asiatischen Völkern, wo der Kriegszustand fast nie aufhört, ist das sehr wichtig.“

Wiederbelebt wurde das System im Stellungskrieg des Ersten, den Festungswerken der Zwischenkriegszeit, und den deutschen Wallprojekten des Zweiten Weltkriegs. Während es im waffentechnisch schon modernen, in Bezug auf die motorisierte Mobilität aber noch unentwickelten ersten großen Krieg zu entsetzlichen Verlusten an Soldaten ohne sonderlichen Landgewinn führte, sind die Projekte des zweiten großen Krieges – in der falschen Vermutung, der kommende Krieg würde dem ersten gleichen – der Clausewitzschen Analyse entsprechend weitgehend wirkungslos geblieben.
Im Lauf des 20. Jahrhunderts kehrte sich der Zweck des Kordons um: Er dient nun primär zivilen Aspekten zur Verhinderung von unkontrollierten Fluchten bzw. der Migration (-> Illegale Migration, z. B. Eiserner Vorhang mit Berliner Mauer, Grenze Nord-/Südkorea, Grenze zwischen den Vereinigten Staaten und Mexiko). Das umfasst auch den Kontext des „Kriegs gegen den Terrorismus“ seit Beginn des 21. Jahrhunderts.

## Beispiele (Auswahl)

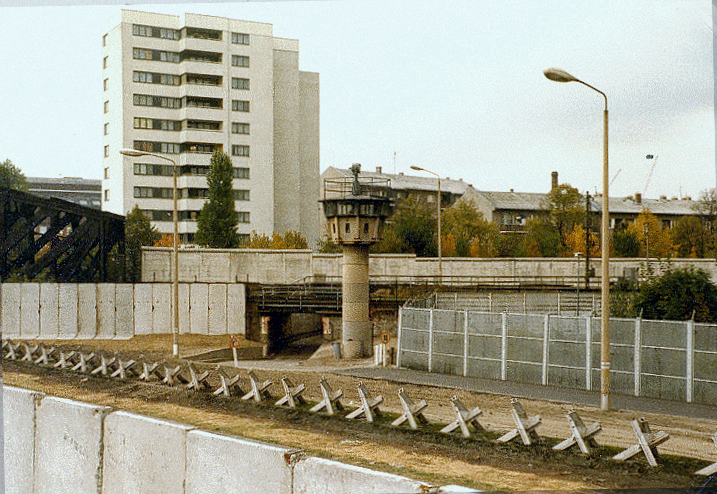
Die Berliner Mauer (1961–1989)

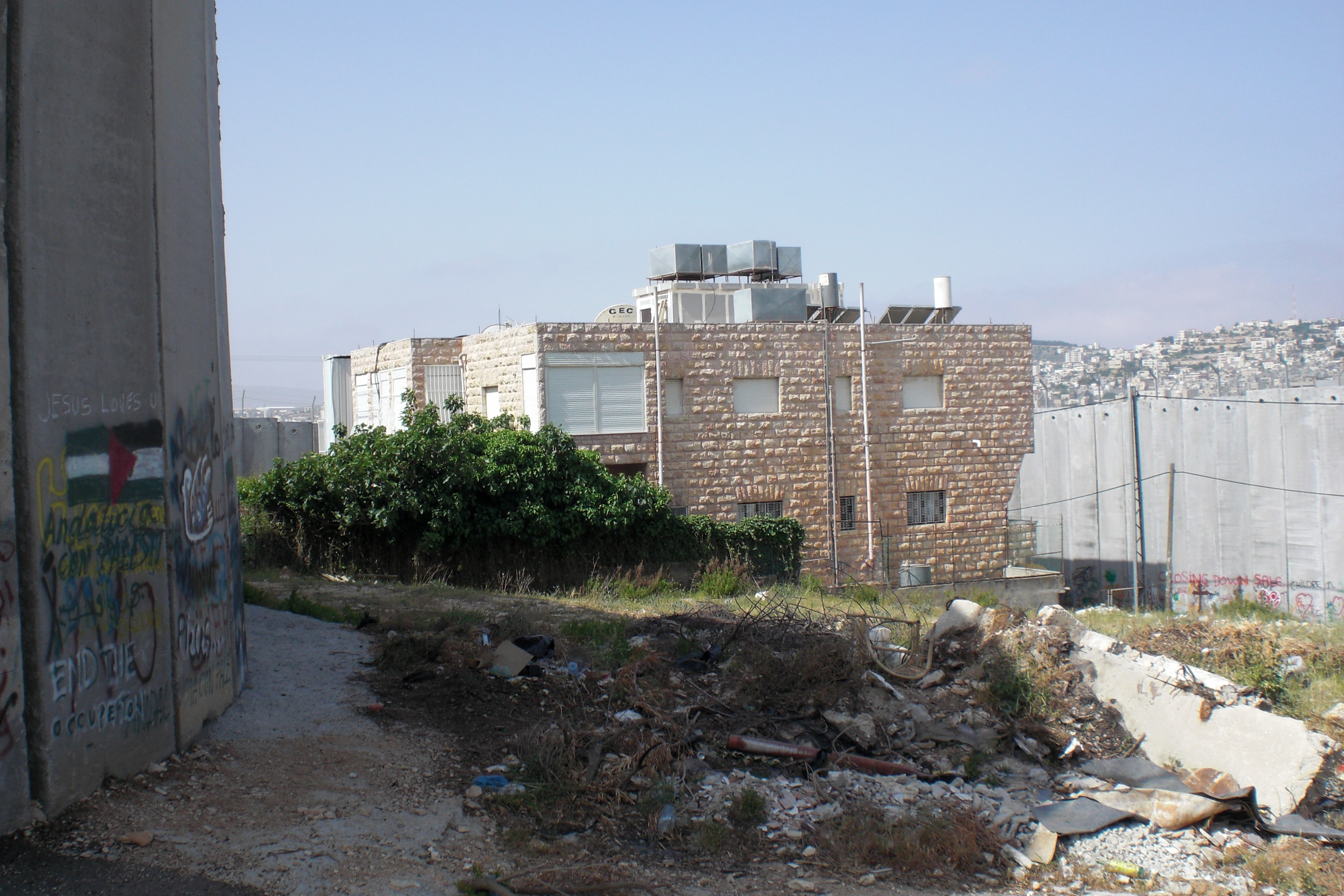
Von israelischer Sperranlage auf drei Seiten eingeschlossenes palästinensisches Haus in Bethlehem

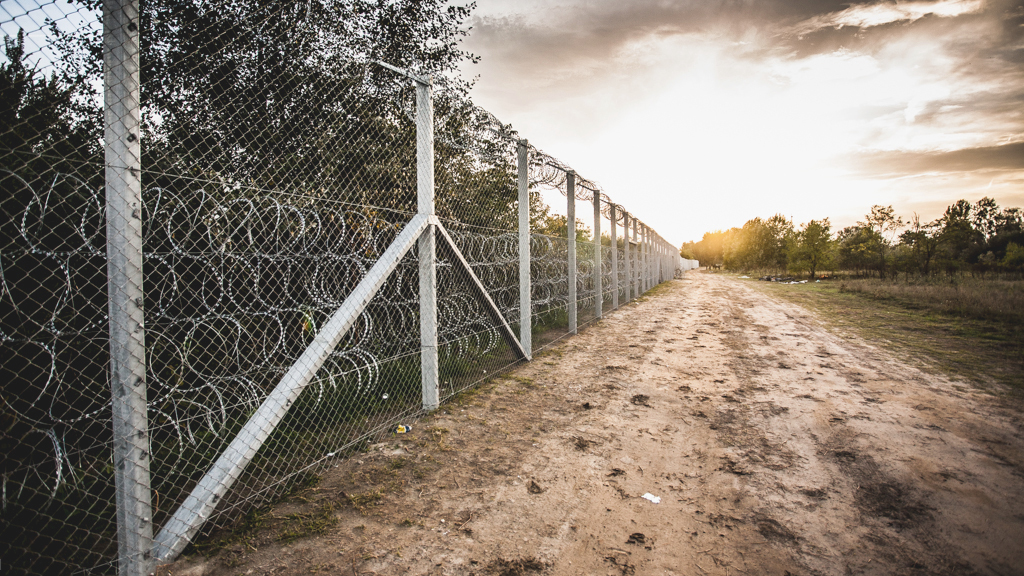
Ungarischer Grenzzaun

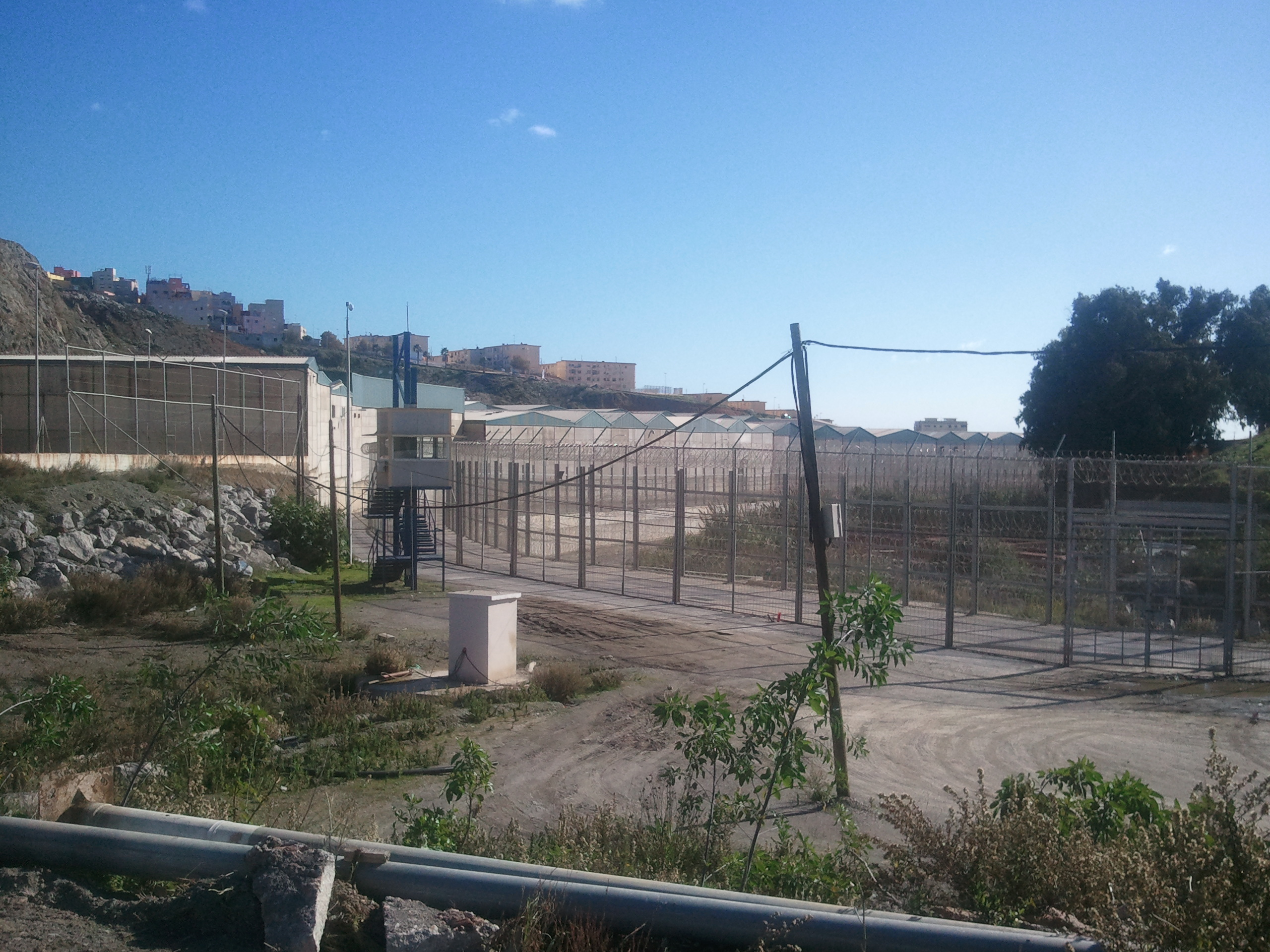
Grenzzaun bei Ceuta

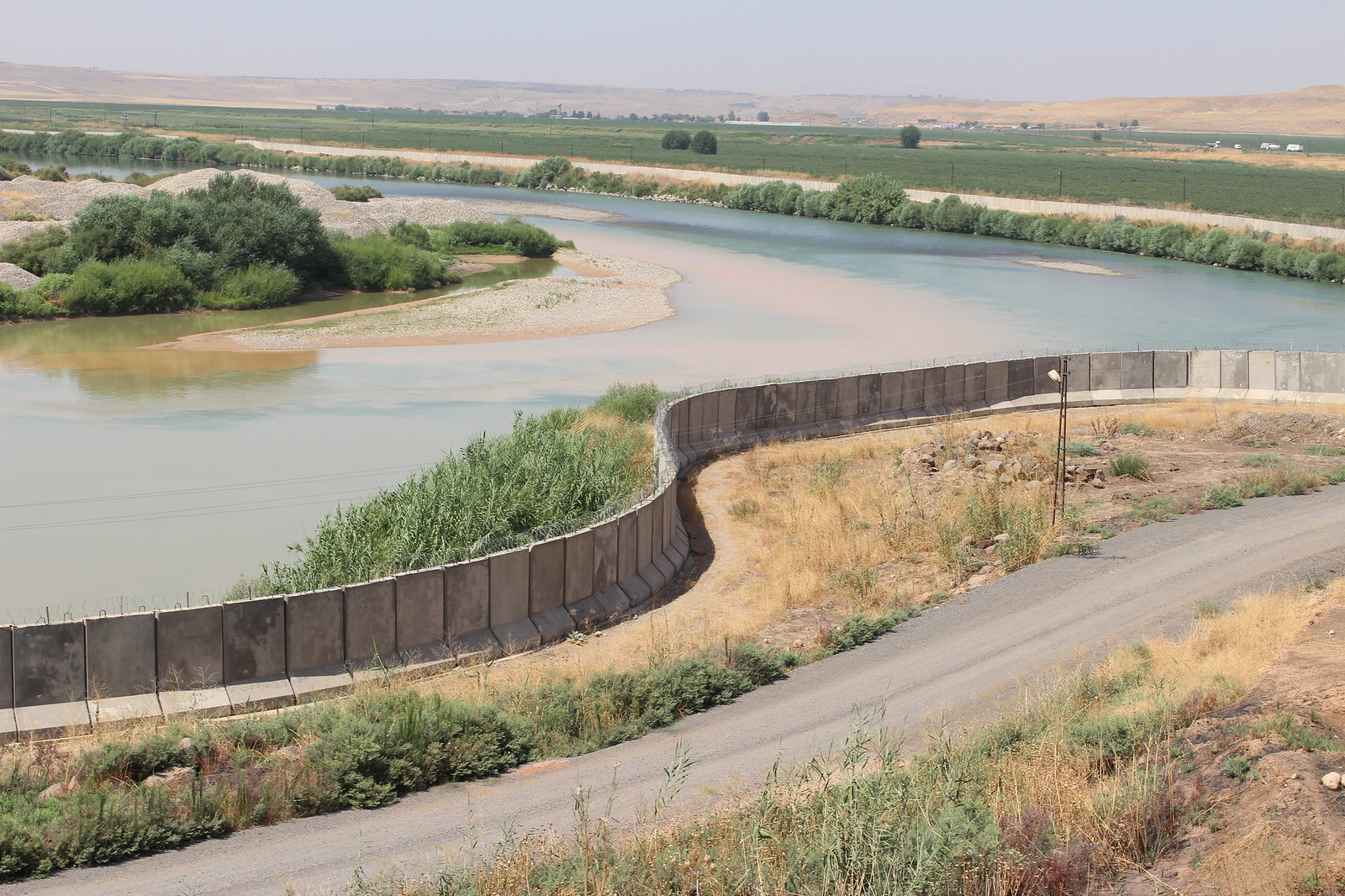
Die türkisch-syrische Mauer (links Mazra at'Blah (Syrien), rechts Cizre (Türkei), 2018)

Bekannte Kordons in der politisch-geographischen und Militärgeschichte:
Antike
- Chinesische Mauer: Längster und besterhaltener historischer Kordon weltweit
- Große Mauer von Gorgan: Die älteste und längste Mauer im Iran und nach der Chinesischen Mauer die zweitlängste Mauer Asiens
- Hadrianswall
- Obergermanisch-Raetischer Limes

Mittelalter
- Franzensfeste
- Danewerk

Neuzeit
- Barrièrefestungen (Niederlande/Frankreich, 1709 / 1713 / 1715–1781)
- Düppeler Schanzen
- Fossa Eugeniana
- Linien von Torres Vedras
- Landesfestung Ingolstadt (klassizistischen Festungsanlage, 1828–1849 errichtet)
- Militärgrenze und Husarenkordon (Österreich, Ungarn/Osmanisches Reich),
- Barrière de fer (nach dem Deutsch-Französischen Krieg (1870/71) in Frankreich errichtet)
- Victoria Lines

Erster Weltkrieg
- „Westfront“: Verdun, Somme, Chemin des Dames u. v. m.
- „Siegfriedstellung“
- „Südfront“ (Alpenkrieg)

1919–1945
- Atlantikwall (1942–1944 gebaut)
- Maginot-Linie (1930–1940 gebaut)
- „Ostwall“ (1934–1939 gebaut)
- Tschechoslowakischer Wall (1933–1938 gebaut)
- „Westwall“ (entspricht „Siegfried-Linie“, 1938 bis 1940 gebaut)

Nach dem Zweiten Weltkrieg
- „Eiserner Vorhang“, siehe auch „Berliner Mauer“ und „Grenzbefestigungen der Tschechoslowakei im Kalten Krieg“
- Kaschmir-Konflikt

Aktuell
- Ägyptische Sperranlagen zum Gazastreifen
- „Friedenslinien“ in Nordirland
- Grenze zwischen Belarus und Polen
- Grenze Nordkorea/Südkorea
- Grenze Republik Zypern/Türkische Republik Nordzypern
- Grenze zwischen dem Irak und Saudi-Arabien
- Grenze zwischen den Vereinigten Staaten und Mexiko
- Griechischer Grenzzaun zur Türkei
- Grenze zwischen Südafrika und Mosambik
- Grenze zwischen Südafrika und Simbabwe
- Grenzzaun bei Ceuta
- Israelische Sperranlagen zum Gazastreifen und zum Westjordanland
- Marokkanischer Wall in der Westsahara
- Türkisch-iranische Grenzmauer
- Türkisch-syrische Grenzmauer
- Ungarischer Grenzzaun